# Joannette Kruger
Joannette Kruger (ur. 3 września 1973 w Johannesburgu) – południowoafrykańska tenisistka, dwudziesta pierwsza zawodniczka rankingu WTA, reprezentantka kraju w Pucharze Federacji i na letnich igrzyskach olimpijskich.
Joannette jest córką Gerritta (inżyniera) i Petro. Matka była jej trenerką w latach 1979–1998. Ma młodszą siostrę, Etresię, która amatorsko gra w tenisa, jest menedżerem marketingu. Starsza siostra, Ronel, i jej mąż są pastorami w Południowej Afryce.

## Kariera tenisowa
Od 1989 roku Kruger występowała w turniejach rangi ITF. Wymierne wyniki w tych zawodach zapewniły jej awans do czołowej setki rankingu tenisistek w 1992 roku. Wówczas też zadebiutowała w turnieju głównym WTA w San Marino. W roku 1993 regularnie występowała w zawodowych turniejach, rozpoczynając też swoją wielkoszlemową przygodę podczas turnieju Australian Open w Melbourne. Osiągnęła półfinał w San Marino, przegrywając 6:7 w trzecim secie z najwyżej rozstawioną Barbarą Rittner. W 1994 zacięcie walczyła z Conchitą Martínez w Hilton Head, przegrywając 5:7 w trzeciej odsłonie; na Roland Garros rozegrała trzysetowy mecz ze Steffi Graf. Pokonała także Janę Novotną. W ciągu dwóch miesięcy awansowała z drugiej setki rankingu na miejsce 59. Jako zawodniczka nierozstawiona w 1995 roku w Portoryko wygrała swój pierwszy zawodowy turniej singlowy, pokonując po drodze trzy rozstawione tenisistki. Odniosła cenne zwycięstwa nad Anke Huber i Lindsay Davenport, a jej wyrównane wyniki pozwoliły na awans do czołowej pięćdziesiątki rankingu WTA.
Osiągnęła dwudziestą siódmą pozycję rankingową, gdy przytrafiła się jej choroba, która wyeliminowała ją z rozgrywek przez znaczną część sezonu i zepchnęła do drugiej setki rankingu tenisistek. Powróciła w roku 1997 wygrywając swój drugi turniej gry pojedynczej w Pradze, będąc zawodniczką nierozstawioną. Odniosła sześć zwycięstw nad zawodniczkami z czołowej dwudziestki świata, między innymi trzykrotnie ogrywając Karinę Habšudovą. Sezon zakończyła wśród trzydziestu najlepszych tenisistek cyklu WTA.
Najważniejsze zwycięstwa w karierze Kruger odniosła w 1998 roku, eliminując z turnieju w Indian Wells Serenę Williams, a potem przegrywając z jej siostrą, Venus. Po turnieju w chorwackim Bol, gdzie uzyskała ćwierćfinał, awansowała na najwyższe w karierze – 21 miejsce w rankingu WTA.
Z powodu kontuzji kostki straciła ponad cztery miesiące sezonu 1999, powróciła w maju, ale przez dalszą część roku nie uzyskała znaczących wyników (jeden półfinał i jeden ćwierćfinał). W 2001 po raz pierwszy od trzech lat zagrała we wszystkich turniejach wielkoszlemowych. Doszła do finału turnieju na Bali, ale uległa Angelique Widjai, która została szóstą zawodniczką w historii, triumfującą w turnieju WTA w swoim debiucie (wcześniej tytuł dzierżyła Justine Henin, a wywalczyła go w 1999 roku w Antwerpii). Wygrała turniej gry podwójnej po raz pierwszy w karierze; miało to miejsce w Sopocie u boku Francesci Schiavone, z którą grała debla po raz pierwszy. W listopadzie poślubiła Abri Krugera.
Po kilku nieznaczących wynikach na początku 2002 roku znów musiała zrezygnować z występów, lecząc kolejną kontuzję.
Korzystając ze specjalnego rankingu dla kontuzjowanych gwiazd, powróciła w 2003 w Acapulco. Kolejne występy turniejowe nie były jednak udane; odpadała we wczesnych fazach turniejów. Od tego czasu nie występuje na światowych kortach.

## Finały turniejów WTA
| Legenda                | Legenda |
| ---------------------- | ------- |
| Wielki Szlem           |         |
| Igrzyska olimpijskie   |         |
| WTA Tour Championships |         |
| 1988 – 2008            |         |
| Kategoria I            |         |
| Kategoria II           |         |
| Kategoria III          |         |
| Kategoria IV           |         |
| Kategoria V            |         |

### Gra pojedyncza 4 (2-2)
| Końcowy wynik | Nr | Data             | Turniej  | Nawierzchnia | Przeciwniczka     | Wynik finału |
| ------------- | -- | ---------------- | -------- | ------------ | ----------------- | ------------ |
| Zwyciężczyni  | 1. | 5 marca 1995     | San Juan | Twarda       | Kyōko Nagatsuka   | 7:6, 6:3     |
| Zwyciężczyni  | 2. | 20 lipca 1997    | Praga    | Ceglana      | Marion Maruska    | 6:1, 6:1     |
| Finalistka    | 1. | 1 marca 1998     | Oklahoma | Twarda       | Venus Williams    | 3:6, 2:6     |
| Finalistka    | 2. | 30 września 2001 | Bali     | Twarda       | Angelique Widjaja | 6:7, 6:7     |

### Gra podwójna 3 (1-2)
| Końcowy wynik | Nr | Data            | Turniej | Nawierzchnia | Partnerka           | Przeciwniczki                                       | Wynik finału |
| ------------- | -- | --------------- | ------- | ------------ | ------------------- | --------------------------------------------------- | ------------ |
| Finalistka    | 1. | 3 maja 1998     | Bol     | Ceglana      | Mirjana Lučić       | Laura Montalvo Paola Suárez                         | walkower     |
| Zwyciężczyni  | 1. | 29 lipca 2001   | Sopot   | Ceglana      | Francesca Schiavone | Tetiana Perebyjnis Anastasija Rodionowa             | 6:4, 6:0     |
| Finalistka    | 2. | 5 sierpnia 2001 | Bazylea | Ceglana      | Marta Marrero       | María José Martínez Sánchez Anabel Medina Garrigues | 6:7, 2:6     |